# 아오야기역
아오야기역(일본어: 青柳駅, あおやぎえき)은 일본 나가노현 지노시에 있는 동일본 여객철도 주오 본선의 역이다.
현재는 무인역으로 영업을 하고 있다.

## 타는 곳
| 1 | ■주오 본선 | 가미스와・시오지리・마쓰모토・나가노 방면 |
| 2 | ■주오 본선 | 상하행 대피선                             |
| 3 | ■주오 본선 | 고부치자와・고후・하치오지・신주쿠 방면   |

## 인접역
| 동일본 여객철도 주오 본선  | 동일본 여객철도 주오 본선 | 동일본 여객철도 주오 본선 |
| -------------------------- | ------------------------- | ------------------------- |
| 스즈란노사토 다치카와 방면 | ■ 주오 본선 보통          | 지노 마쓰모토 방면        |